# Messena crudelis
Messena crudelis är en insektsart som först beskrevs av John Obadiah Westwood 1851.  Messena crudelis ingår i släktet Messena och familjen Eurybrachidae. Inga underarter finns listade i Catalogue of Life.